# Va te faire financer
Va te faire financer (Go Fund Yourself en VO) est le premier épisode de la dix-huitième saison de la série télévisée d'animation américaine South Park et le 248e épisode de la série globale. L'épisode est diffusé pour la première fois sur Comedy Central le 24 septembre 2014. 
Les garçons de South Park décident de créer une startup financée par Kickstarter afin de ne plus aller à l'école. Pendant qu'ils cherchent un nom pour leur société, les enfants se rendent compte que l'équipe de football américain des Redskins de Washington ne dispose plus de son droit des marques pour ce nom parce qu'il est considéré par certains comme offensant envers les Amérindiens. Les garçons décident alors d'utiliser ce nom pour leur entreprise. Ils récoltent assez d'argent pour vivre luxueusement sans effectuer le moindre travail, jusqu'à ce que l'équipe de football détruise Kickstarter lors d'un raid.

## Résumé
Stan, Kyle, Cartman, Kenny et Butters décident de quitter l'école pour devenir riches en créant leur startup à l'aide du site de financement participatif Kickstarter. Cette pratique étant en vogue, ils ont du mal à trouver un nom original qui n'est pas déjà déposé. Quand Cartman découvre que l'équipe de football américain des Redskins de Washington ne dispose plus de son droit des marques, il suggère de l'utiliser pour leur entreprise. Cela irrite le propriétaire de l'équipe des Redskins  Daniel Snyder, qui vient faire face à Cartman pour l'utilisation de ce nom. N'arrivant pas à convaincre Cartman de changer le nom de son entreprise, Snyder et son équipe de football tentent de se dissocier de la société, alors que cette dernière gagne en popularité pour sa politique de "ne rien faire".
Lorsque Daech commence à soutenir la startup des Redskins, Kyle et Stan décident de la quitter pour former leur propre société, que Stan ne tarde pas à abandonner pour en monter une autre seul.
Pendant ce temps, Snyder est de plus en plus frustré par la startup, et parvient à convaincre les autres propriétaires de la NFL d'utiliser leurs connexions pour obliger Cartman à changer le logo de son entreprise. Cependant, Cartman répond à la demande en ajoutant des seins et un pénis dessinés à la main sur le logo Redskins. Cela conduit Snyder et son équipe à faire irruption dans le siège de Kickstarter la nuit pour l'incendier et massacrer les employés.
Cartman, Kyle et Stan se réconcilient après avoir perdu l'argent qu'ils ont amassé avec leurs différents projets, et réaménagent leur startup en entreprise de financement participatif. Ils remplacent ainsi Kickstarter, et recommencent à se faire plein d'argent avec leurs clients. Tout se passe bien pour les garçons jusqu'à la rencontre entre les Redskins et les Cowboys de Dallas. Ses joueurs désabusés refusant d'aller sur le terrain, Snyder y va tout seul, et il est gravement blessé lors du match. Prenant en pitié le propriétaire de l'équipe, les habitants de South Park forment une foule contre la société des enfants, les menaçant de les boycotter si les garçons ne changent pas le nom de l'entreprise. Plutôt que de le faire, les garçons décident de mettre la clé sous la porte et de retourner à l'école.

## Promotion
Pour promouvoir l'épisode, Comedy Central a acheté du temps d'antenne sur la station de télévision WTTG à Washington, détenue et exploitée par la Fox, alors qu'était diffusé le match entre les Redskins et les Eagles de Philadelphie le 21 septembre 2014. Le teaser fait figurer Snyder, l'entraîneur Jay Gruden et le quarterback Robert Griffin III se confrontant à Cartman sur l'utilisation du nom des Redskins de Washington. Cependant, c'est Kirk Cousins qui apparaît dans l'épisode pour refléter le fait qu'il a remplacé Griffin sur le terrain tandis que le second se remet d'une blessure à la cheville.

## Accueil critique
Eric Thurm de The A.V. Club donne à l'épisode un B−. Thurm salue l'épisode pour sa parodie de la récente controverse qui s'est déroulée dans la NFL, mais a également critiqué la satire sur la startup « qui se déroule au plus bas niveau possible ».
Max Nicholson du site IGN donne à l'épisode un 8 sur 10, qu'il qualifie comme étant « une demi-heure de télévision agréable ».